# Sekundærrute 505
De Sekundærrute 505 is een secundaire weg in Denemarken. De weg loopt van Haldum via Hinnerup en Aarhus naar Skødstrup. De Sekundærrute 505 loopt door Midden-Jutland en is ongeveer 31 kilometer lang.